# ガブリエル・ファーレンハイト

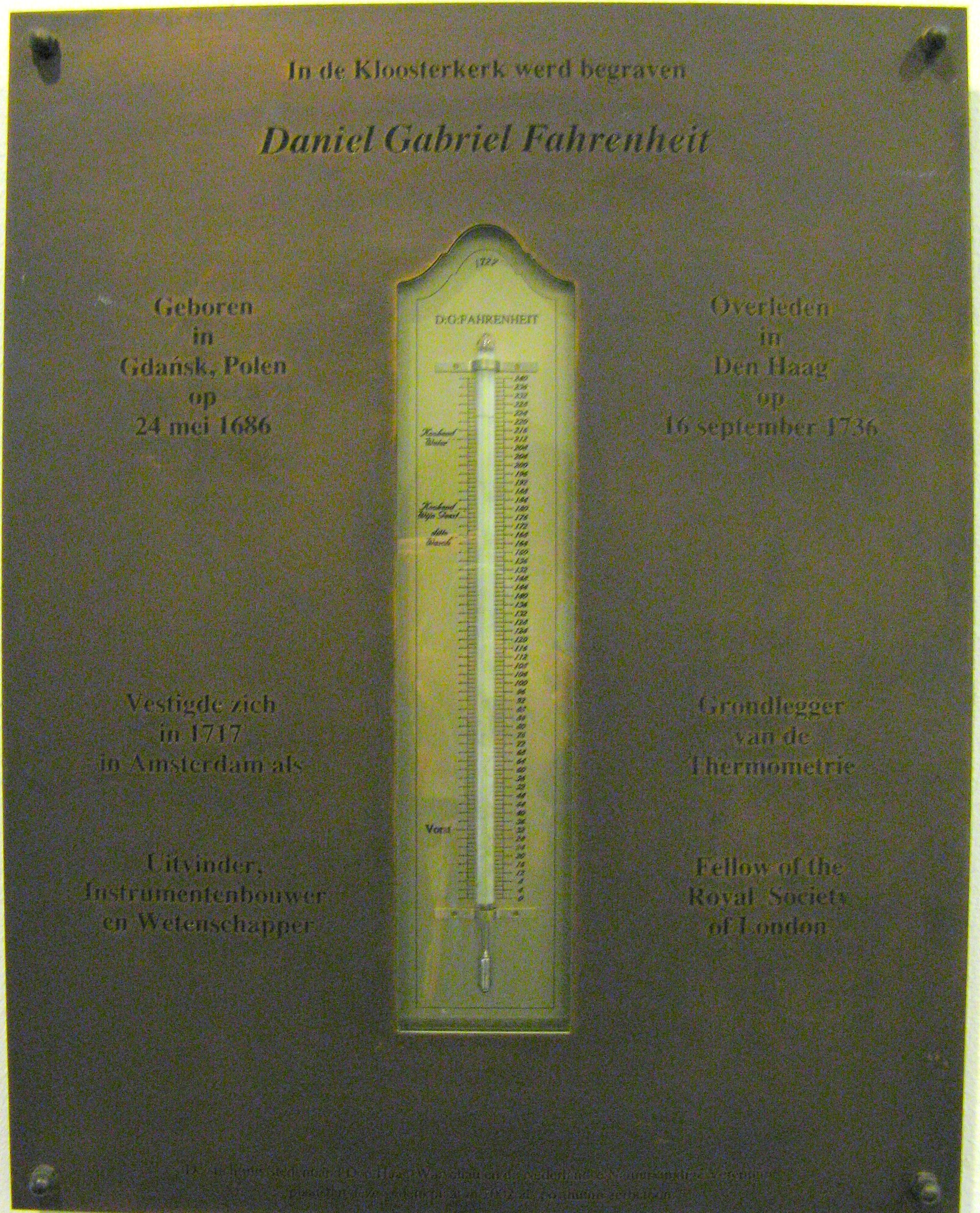
デン・ハーグにあるファーレンハイトの墓

ダニエル・ガブリエル・ファーレンハイト（Daniel Gabriel Fahrenheit、1686年5月24日 - 1736年9月16日）は、ポーランド・リトアニア共和国、王冠領プロイセンのグダニスク（ドイツ語名ダンツィヒ）で生まれ、主にオランダで活動したドイツ人技術者（専攻は科学機器製作）・物理学者。
水と氷が共存する温度と健全な男性の体温を固定点とする温度である華氏（ファーレンハイト度）に名前を残している。名の漢字表記は華倫海、華倫海特、髪倫海、 華連歇乙土。華氏という表記は、ファーレンハイトの中国語における音訳「華倫海特」から来ている。また、比重瓶、浮き秤、温度計の改良を行った。
ファーレンハイトはそれまで一般的に使われていたアルコール類を使った液柱温度計の不正確さを、純度の高い水銀を使用する他、精密な製作技術で精度を高めた。
また、自身が製作した温度計を使って、様々な液体の沸点を計測し、沸点が液体ごとに異なること、および大気圧によって変動することを発見した。

## 生涯

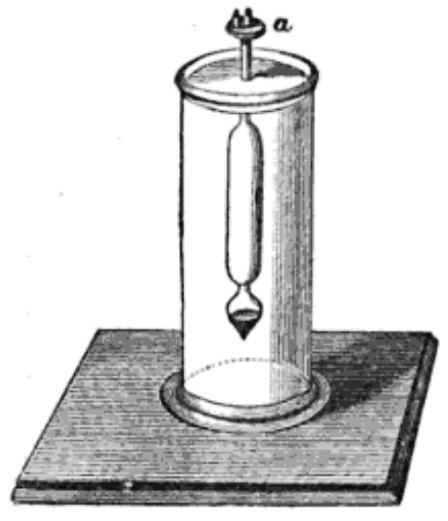
ファーレンハイトのハイドロメーター（:en:Fahrenheit hydrometer）

1686年5月24日、ポーランド・リトアニア共和国のグダニスクに商人の長男として生まれるが、両親が毒キノコを食して1701年8月14日に死亡したことを機に、オランダのアムステルダムに移った。
アムステルダムで商業を学ぶうちに物理学に興味を示し、科学装置の製造業に従事するとともに、ガラス器具を製作する技術を身につけてガラス工芸家（ガラス吹き工）として、また、物理や気象学の器具製作者として務めた。
1707年頃よりドイツなどの各国を旅し、ドイツの数学者・哲学者であるゴットフリート・ライプニッツとも文通をしていた。
ファーレンハイトの旅は10年間に達し、科学者と出会う中で、標準温度計の必要性を知る。
1713年頃に水銀温度計の実験を始め、1714年にはアルコール温度計を作った。
1717年、アムステルダムで商業的な生産を行い、1724年に水銀温度計を作り、論文を発表した。同年、王立協会フェローとなる。
1721年、過冷却された水の震蕩による凝固を発見。
1732年には、オランダの植物学者であるヘルマン・ブールハーフェとともに、異なる物質の混合実験を行い、その時の温度が初めの温度の平均値にならないことを発見し、後にスコットランドの物理学者、化学者であるジョゼフ・ブラックにより比熱で証明された。
1736年9月16日、オランダのハーグで亡くなる。